# Владикавказское городское двухклассное женское училище
Дом № 44 на улице Маркова — памятник архитектуры и истории во Владикавказе, Северная Осетия. Объект культурного наследия России регионального значения. Памятник, связанный с историей Владикавказа и Великой Отечественной войны. Находится на улице Маркова, д. 44.
Соседствует с домом № 42, который в дореволюционное время был Мебельной фабрикой А. Ф. Крейчи (объект культурного наследия).
Здание построено в начале XX века. В марте-июле 1918 года в здании работал Совет Народных Комиссаров Терской Республики. В довоенное время здесь размещалась школа, в которой в 1931—1935 годах учился Герой Советского Союза Александр Максимович Гагиев. Здесь в 1941—1942 годах размещались военные госпитали ЭГ-367, ЭГ-377 и формировались подразделения 1-го полка Северо-Осетинской Союзной бригады народного ополчения.